# Ismail Bey
Ismāʿīl Bey (c. 1735?-marzo de 1791), también conocido como Ismail Bey al-Kabir ("el Grande") fue un emir mameluco y regente del Egipto otomano.

## Biografía
Ismail era de origen georgiano, y se convirtió en un mameluco del emir Ali Bey Al-Kabir en Egipto. Durante la guerra ruso-turca, Ali Bey aprovechó la oportunidad para declarar la independencia de Egipto del imperio otomano. En nombre de Ali, Ismail Bey reprimió una revuelta pro-otomana en el Bajo Egipto (1768). Actuando por orden de Ali, también invadió Hedjaz y sometió a todos sus puertos y ciudades costeras al norte de Jiddah (1770). Cuando el general (y cuñado) más confiable de Ali Bey, Muhammad Bey Abu al-Dhahab, lo traicionó y marchó contra El Cairo, Ismail Bey fue enviado a interceptarlo, pero se vio obligado a rendirse y someterse (1772).
Después de la muerte de Abu Dhahab (1775), Ismail Bey reunió a los mamelucos restantes de Ali Bey, pero no pudo evitar que los camaradas de Abu Dhahab Ibrahim Bey y Murad Bey lo sucedieran. Murad intentó envenenarlo, sin embargo, Ismail y la facción de Ali-Bey (Alawiyya) lograron expulsar a la facción Abu-Dhahab (Muhammadiyya) de El Cairo al Alto Egipto (1777). Unos meses después, varios emires alawiyya cambiaron de bando. Ibrahim y Murad regresaron y obligaron a Ismail a huir (1778).
Tras la intervención del almirante otomano Cezayirli Gazi Hasan Pasha en 1786, Ismail Bey regresó a Egipto y se instaló como Shaykh al-Balad (gobernador civil y gobernante de facto) mientras Ibrahim y Murad escaparon al Alto Egipto nuevamente. Debido a otra guerra ruso-turca, el Imperio Otomano retiró las tropas turcas al año siguiente. Ismail Bey preguntó al cónsul francés si Francia podía enviar instructores militares y unidades de entrenamiento. Sin embargo, la revolución francesa hizo esto imposible. Ismail Bey y casi toda su facción fue aniquilada debido a una plaga que estalló en 1791. Después del colapso del régimen Ismailiyya, Ibrahim y Murad regresaron y tomaron el poder nuevamente. Murad decidió residir en el palacio de Ismail.